# Ulrike Mertesacker
Ulrike „Ulli“ Mertesacker (* 25. April 1984 als Ulrike Stange in Oschatz) ist eine deutsche ehemalige Handballspielerin.

## Karriere
Die 1,69 m große, auf der Position des Rechtsaußen spielende Mertesacker spielte von 1998 bis 2003 und erneut ab 2005 beim Bundesligisten HC Leipzig. Zwischen 2003 und 2005 wurde sie an den Bundesligisten Borussia Dortmund ausgeliehen. Am 24. Mai 2009 gab sie bei einem Interview für die Sendung Sport im Osten im Mitteldeutschen Rundfunk bekannt, dass sie den HC Leipzig trotz bestehenden Vertrages verlässt und sich im Sommer dem VfL Oldenburg anschließt, um näher bei ihrem Lebensgefährten Per Mertesacker zu sein.
Zur Saison 2010/11 unterbrach Ulrike Mertesacker aufgrund ihrer Schwangerschaft ihre Handballkarriere. Nach der Geburt ihres ersten Kindes zog sie mit ihrem Lebensgefährten Per Mertesacker nach London.
Ab März 2012 spielte sie beim dortigen Thames Handball Club.

## Internationale Karriere
Die Studentin absolvierte bisher 38 Spiele (63 Tore) für die deutsche Frauen-Handballnationalmannschaft, ihr Länderspieldebüt hatte sie am 4. März 2005 in Riesa gegen Kroatien. Beim Qualifikationsturnier zu den Olympischen Spielen 2008 in Peking zog sie sich einen Kreuzbandriss im rechten Knie zu und verpasste so die Olympiateilnahme. Auch die Teilnahme an der Handball-Weltmeisterschaft der Frauen 2009 in China sagte sie aus gesundheitlichen Gründen ab.

## Erfolge
- Deutsche Meisterin 2006, 2009
- DHB-Pokalsiegerin 2006, 2007, 2008
- DHB-Supercupsiegerin 2008, 2009
- Deutsche Vizemeisterin (A-Jugend) 2001
- Deutsche Meisterin (A-Jugend) 2003
- 2. Platz bei der Jugendeuropameisterschaft 2001
- 3. Platz Weltmeisterschaft 2007
- 2. Platz EHA-Pokal England 2013
- Englische Vizemeisterin 2014

## Privates
Seit dem Sommer 2008 ist sie mit dem Fußballspieler Per Mertesacker liiert, nachdem sie sich während ihrer Rehas kennengelernt hatten; Per Mertesacker kurierte einen Innenbandriss aus, sie selbst einen Kreuzbandriss. Am 24. April 2011 kam der gemeinsame Sohn auf die Welt. Im Juni 2013 heirateten sie im Schloss Marienburg nahe Pattensen bei Hannover. Am 20. Mai 2014 brachte sie einen weiteren Sohn zur Welt.